# Шърли Джаксън
Шърли Джаксън (на английски: Shirley Jackson) е американска поетеса и писателка на произведения в жанра психологичен трилър и хорър.

## Биография и творчество
Шърли Джаксън е родена на 14 декември 1916 г. в Сан Франциско, Калифорния, САЩ. Докато е в гимназията семейството ѝ се мести в Рочестър, Ню Йорк, където завършва гимазия Брайтън през 1934 г.
Първоначално учи в университета на Рочестър, но се премества и завършва университета Сиракюз в Ню Йорк с бакалавърска степен по журналистика. В университета работи в литературното му списание, където публикува и първия си разказ. Там среща и бъдещия си съпруг Стенли Едгар Хайман, за когото се омъжва през 1940 г., и с когото имат четири деца.
След дипломирането си, със съпруга си се установяват в Северен Бенингтън, Върмонт. Съпругът ѝ започва да работи като литературен критик, а Джаксън стартира писателската си кариера.
Първият ѝ роман „The Road through the Wall“ (Пътят през стената) е издаден през 1948 г.
Също през 1948 г. е издаден разказът ѝ „Жребият“ („Лотарията“), който разкрива тайната зловеща страна на пасторално американско село. Разказът предизвиква широко обсъждане и многократно е екранизиран в едноименни филми.
През 1959 г. публикува хоръра „Свърталище на духове", свръхестествен роман на ужасите, който се смята за една от най-добрите истории за призраци. Трима младежи са поканени от изследователя на свръхестественото д-р Джон Монтагю да отседнат в имението Хил Хаус – пуста и зловеща къща, до която никой от местните жители не иска да припари заради слуховете, че е обитавана от духове. Започват да се случват необясними явления, които всяват тревога и страх, а къщата търси следващата си жертва. През 1999 г. романът е екранизиран в едноименния филм с участието на Лиъм Нийсън, Катрин Зита-Джоунс и Оуен Уилсън.
Заедно с художествената литература писателката е автор на 2 документални книги – „Живот между диваците“ (1953) и „Растящите демони“ (1957), които са остроумни и хумористични измислени мемоари за живота на семейството ѝ с 4-те им деца.
По време на писателската си кариера тя създава 9 романа, 2 мемоарни книги и над 200 разказа.
През последните години от живота си остава в Северен Бенингтън и не иска да обсъжда работата си с обществеността. През 60-те години на миналия век здравето ѝ започва да се влошава значително в резултат на увеличаване на теглото и тютюнопушене.
Шърли Джаксън умира от сърдечна недостатъчност на 8 август 1965 г. в Северен Бенингтън, Върмонт.
През 2007 г. на нейно име е учредена литературна награда за постижения в психологичния съспенс, хоръра и тъмната фантастика.

## Произведения

### Самостоятелни романи
- The Road through the Wall (1948) – издаден и като „The Other Side of the Street“
- Hangsaman (1951)
- The Bird's Nest (1954) – издаден и като „Lizzie“
- The Witchcraft of Salem Village (1956)
- The Sundial (1958)
- The Haunting of Hill House (1959) – издаден и като „The Haunting“
Свърталище на духове, изд.: ИК „Изток-Запад“, София (2012), прев. Светлана Комогорова
- And Baby Makes Three (1960)
- We Have Always Lived in the Castle (1962)
- Famous Sally (1966)

### Новели
- Men with Their Big Shoes (1947)
- The Missing Girl (1957)

### Сборници
- The Lottery (1949)
- 9 Magic Wishes (1963)
- The Magic of Shirley Jackson (1966)
- Come along with Me (1968)
- Three Stories (1991)
- From Our Porch Swing (1992) – поезия
- Masterpieces of Shirley Jackson (1996)
- Just an Ordinary Day (1996)
- Shirley Jackson Collected Short Stories (2001)
- Shirley Jackson: Novels and Stories (2010)
- Let Me Tell You (2015)
- Dark Tales (2016)

### Разкази
- Y and I (1938)
- The Bus (1943)
- Dorothy and My Grandmother and the Sailors (1943)
- After You, My Dear Alphonse (1943)
- Afternoon in Linen (1943)
- Come Dance with Me in Ireland (1943)
- Colloquy (1944)
- A Fine Old Firm (1944)
- Trial By Combat (1944)
- The Villager (1944)
- Charles (1948)
- The Daemon Lover (1948)
- The Lottery (1948)
Жребият, сп. „English studies“ (2014), прев. Радостина Игликова
- Pillar of Salt (1948)
- The Renegade (1948)
- Seven Types of Ambiguity (1948)
- The Tooth (1948)
- The Dummy (1949)
- Elizabeth (1949)
- Flower Garden (1949)
- Got a Letter from Jimmy (1949)
- The Intoxicated (1949)
- Like Mother Used to Make (1949)
- My Life with R. H. Macy (1949)
- Of Course (1949)
- The Witch (1949)
- The Lovely House (1950)
- The Summer People (1950)
- Root of Evil (1953)
- Bulletin (1954)
- One Ordinary Day, with Peanuts (1955)
- The Omen (1958)
- A Great Voice Stilled (1960)
- The Beautiful Stranger (1968)

### Документалистика

#### Серия „Живот сред диваците“ (Life among the Savages)
1. Life among the Savages (1953)
2. Raising Demons (1959)

### Екранизации
- 1950 Cameo Theatre – ТВ сериал, 1 епизод
- 1951 Fireside Theatre – ТВ сериал, 1 епизод
- 1952 Curtain Call – ТВ сериал, 1 епизод
- 1957 Lizzie
- 1959 Lux Playhouse – ТВ сериал, 1 епизод
- 1959 Shoestring Theatre – ТВ сериал, 1 епизод, по разказа „After You, My Dear Alphonse“
- 1960 The Robert Herridge Theater – ТВ сериал, 1 епизод
- 1963 The Haunting
- 1969 The Lottery
- 1974 Histoires insolites – ТВ сериал, 1 епизод
- 1982 American Playhouse – ТВ сериал, 1 епизод
- 1982 Zizi
- 1996 The Lottery – ТВ филм
- 1997 Дълъг здрач – по разказа „The Bus“
- 1999 Свърталище на духове, The Haunting of Hill House
- 2007 The Lottery
- 2008 The Lottery
- 2012 June
- 2018 Nothing Important
- 2018 We Have Always Lived in the Castle
- 2018 The Haunting of Hill House – ТВ сериал, 10 епизода

## Книги за Шърли Джаксън
- Shirley Jackson (1975) – от Ленемая Фридман
- Private Demons (1988) – от Джуди Опенхаймер
- A Study of the Short Fiction: Shirley Jackson (1993) – от Джоан Уили Хол
- Shirley Jackson (2001) – от Харолд Блум
- A Critical Bibliography of Shirley Jackson, American Writer (1919 – 1965) (2001) – от Пол Н. Рейнш
- Shirley Jackson's American Gothic (2003) – от Дарил Хатенхауер